# Krikor Jetesati
Krikor Jetesati (ur. ?, zm. ?) – w latach 669–696 2. ormiański Patriarcha Jerozolimy.